# Pomnik Ch’ŏllima
Pomnik Ch’ŏllima (kor. 천리마동상) – pomnik na wzgórzu Mansu w stolicy Korei Północnej Pjongjangu przedstawiający mitycznego konia Ch’ŏllima. Powstał, by inspirować społeczeństwo do odbudowy kraju po wojnie koreańskiej (1950–1953). 

## Opis
Pomnik przedstawia robotnika, reprezentującego klasę robotniczą, i chłopkę, reprezentującą klasę chłopską, siedzących na koniu Ch’ŏllima. W wyciągniętej do góry ręce robotnik dzierży dokument Komitetu Centralnego Partii Pracy Korei, a siedząca za nim kobieta trzyma w ramionach snopek dojrzałego ryżu. 
Według legendy Ch’ŏllima był uskrzydlonym, nieokiełznanym koniem, który mógł latać z ogromną prędkością, pokonując 1000 ri (ok. 4000 km) na dzień. Ciężko było znaleźć dla niego jeźdźca. 
Pomnik miał inspirować społeczeństwo do odbudowy kraju po wojnie koreańskiej (1950–1953), która następowała w tempie, w którym poruszał się legendarny koń. Jeszcze w 1956 roku Kim Ir Sen zainicjował ruch Ch’ŏllima na rzecz odbudowy kraju i zwiększania produkcji, który w 1957 roku stał się elementem planu pięcioletniego. 
Pomnik ma łączną wysokość 46 m. Został odsłonięty 15 kwietnia 1961 roku na 49 urodziny Kim Ir Sena. Został wykonany przez artystów ze Studia Sztuki Mansudae i Federacji Artystów Koreańskich. Dzieło jest przykładem tego, jak Korea Północna wykorzystywała tradycyjne mity koreańskie dla potrzeb propagandy. 
Pomnik był wielokrotnie przedstawiany na północnokoreańskich znaczkach pocztowych (m.in. w 1975, 1977, 1978  i 1981 roku), a także na znaczkach Niemieckiej Republiki Demokratycznej i ZSRR. Widnieje również na banknotach o nominale 10 wonów z 1978 roku oraz o nominale 200 wonów z 2009 roku.   

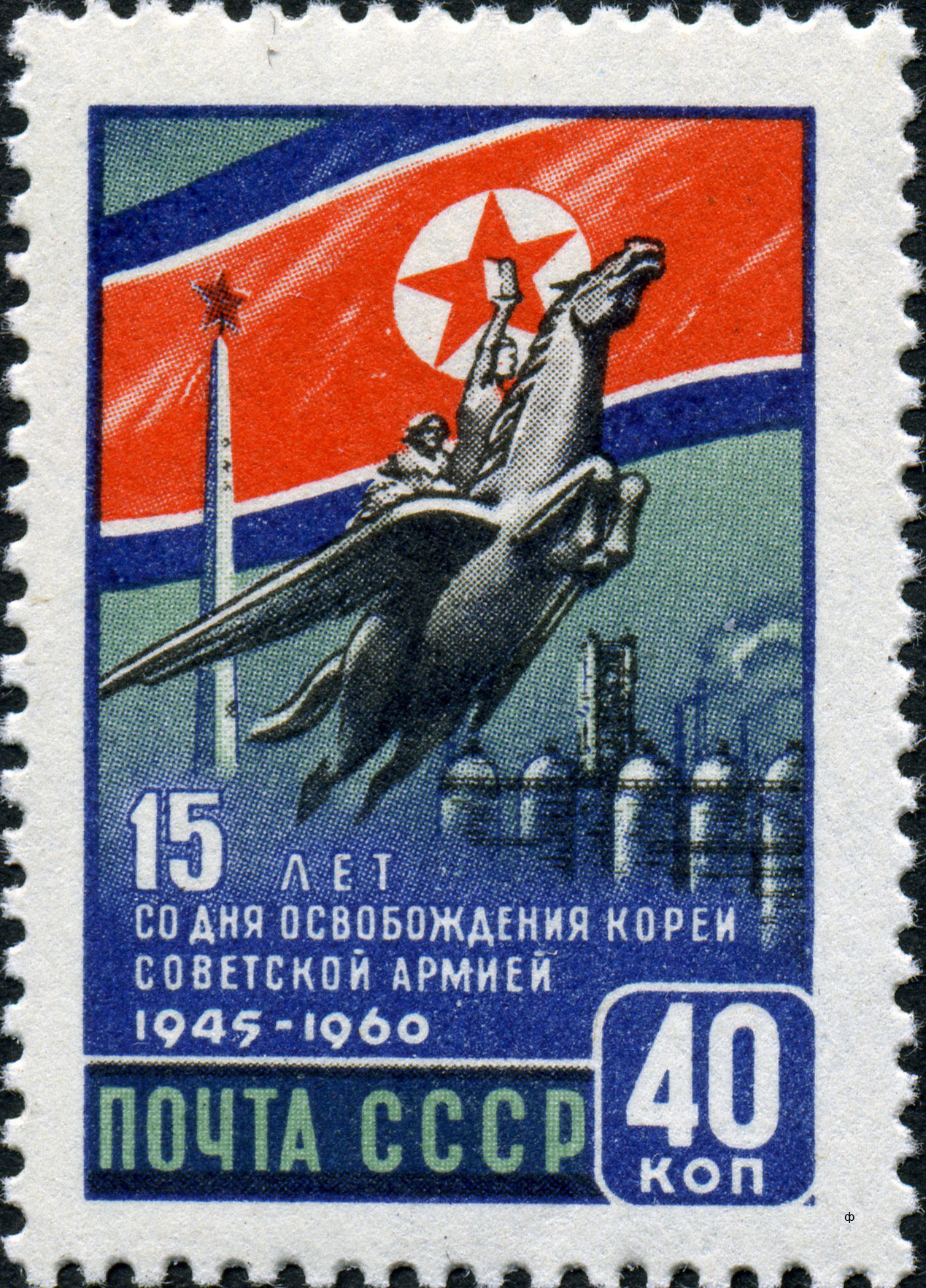
Znaczek poczty ZSRR, 1960